# Доклендс (Вікторія)
Доклендс (також відомий як Мельбурнський Доклендс для розрізнення з однойменним районом Лондона) — один із районів Мельбурна, Вікторія, Австралія, розташований за 2 км на захід від Центрального ділового району міста. Населення району становить 3939 осіб.

## Історія
Історія району бере свій початок від планів будівництва доків у гавані на річці Ярра у 1870-их роках.

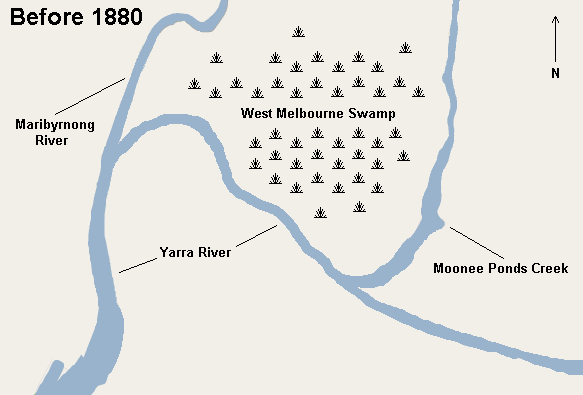
Річка Ярра до будівництва Вікторіанських доків
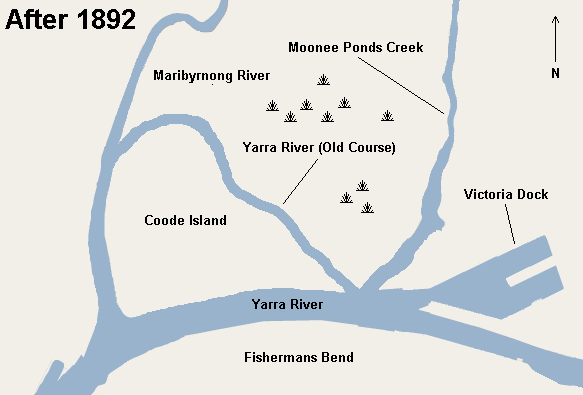
Вікторіанські доки на березі Ярри (праворуч)

У часи війн доки використовувались як основний порт для військово-морських сил, а також для більшості вікторіанських військ, що повертались з війн.

## Округи

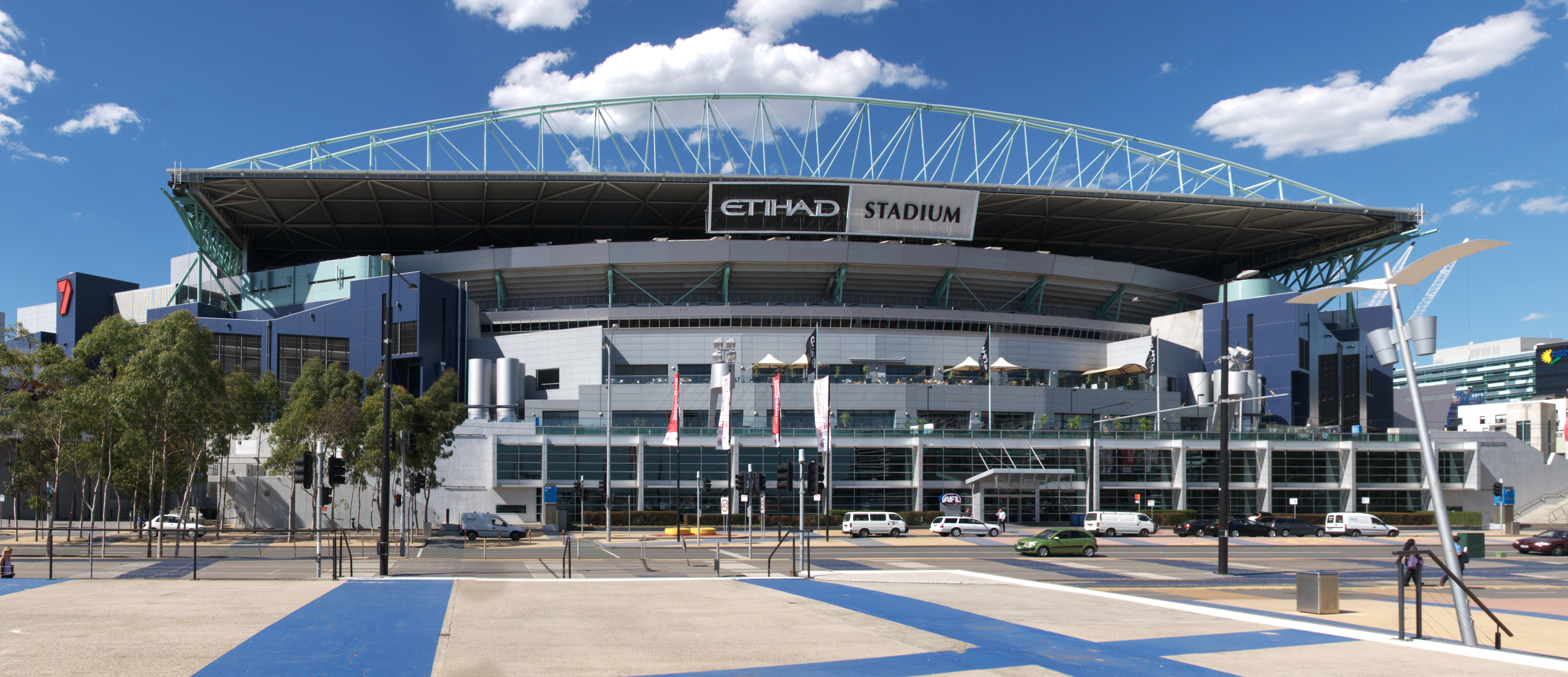

Територію району поділено на такі округи:
- Бетменс Гілл
- Площа Коллінза
- Стадіон Прецинкт
- Цифрова гавань
- Гавань Вікторії
- Нью-Квей
- Вотефронт-Сіті

## Транспорт

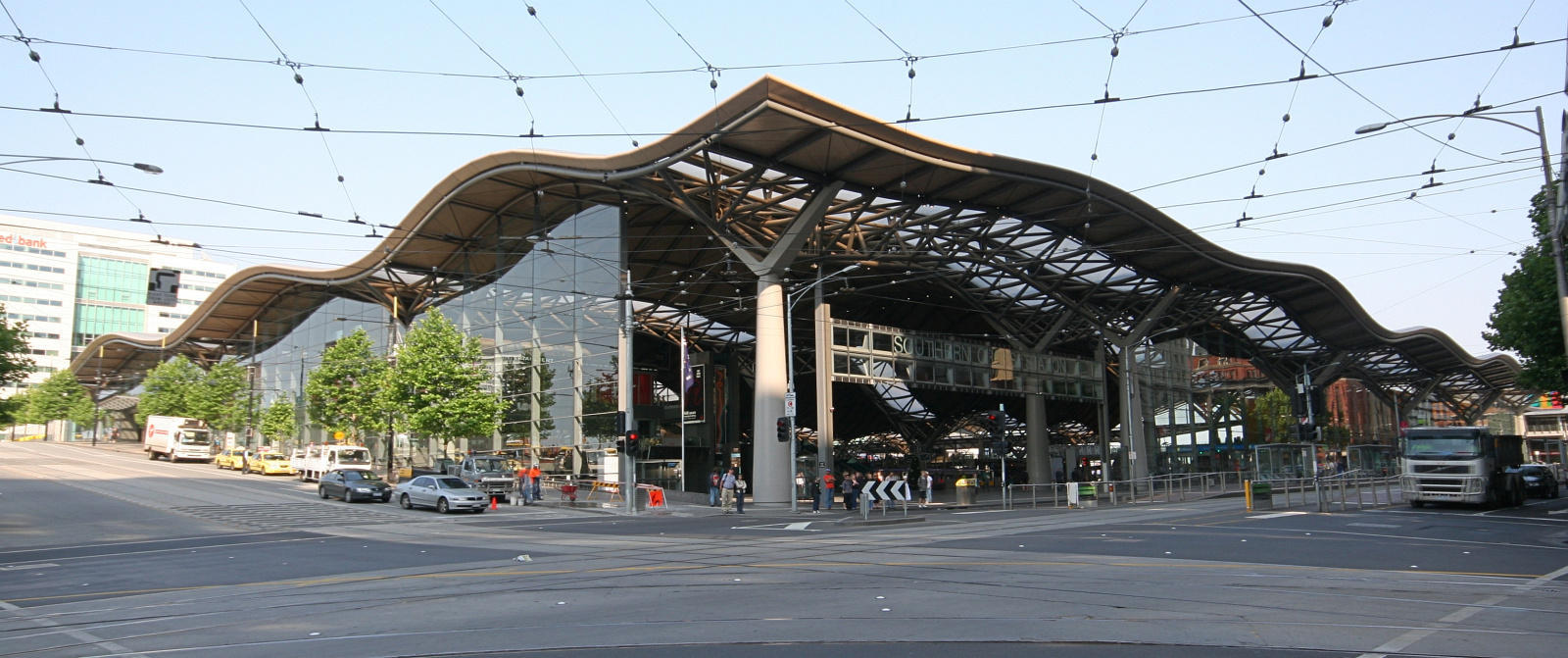
Залізнична станція на лінії, що поєднує Доклендс із центром міста

У районі Доклендс широко використовується автомобільний, залізничний та водний транспорт.
Район обслуговує залізнична станція «Південний Хрест».

## Видатні постаті
- Сем Ньюман[2]
- Трой де Хаас — відомий спортсмен